# Виноградовка (Хабаровский район)
В Вяземском районе Хабаровского края тоже есть село Виноградовка.
Виногра́довка — село в Хабаровском районе Хабаровского края. Входит в состав Мичуринского сельского поселения.

## География
Село находится на правом берегу протоки Хохлацкая (правобережная протока Амура), на расстоянии 10 км (по прямой) к северо-востоку от города Хабаровск, административного центра района и края.
От села Виноградовка на восток идёт дорога к селу Фёдоровка, на запад — к селу Мичуринское.

## Население
| 1992 | 2002 | 2010 | 2011 | 2012 | 2021  |
| ---- | ---- | ---- | ---- | ---- | ----- |
| 655  | ↗754 | ↗819 | ↗822 | ↗919 | ↗1178 |

## Улицы
| - ул. Аверьяновская, - ул. Амурская, - ул. Берёзовая, - пер. Вишнёвый, - ул. Зелёная, - ул. Калиновая, - ул. Карьерная, | - ул. Кленовая, - ул. Космическая, - ул. Лесная, - ул. Мира, - пер. Мира, - ул. Набережная, - ул. Новосёлов, | - ул. Огородная, - ул. Речная, - кв-л. Родники, - ул. Рябиновая, - кв-л. Солнечный, - ул. Таёжная, - ул. Фермерская, | - ул. Центральная, - ул. Широкая, - ул. Шумная, - ул. Юбилейная, - ул. Юности, - ул. Яблоневая, - ул. Ясная. |

## Экономика
В окрестностях села Виноградовка находятся садоводческие общества хабаровчан. Также работают сельскохозяйственные предприятия Хабаровского района.

## Транспорт
От Хабаровского автовокзала ходит пригородный автобус маршрута № 114.